# Barneys New York
Barneys New York Inc. war eine US-amerikanische Luxus-Kaufhausmarke, die 1923 in New York City gegründet wurde. Sie führte große Luxusmarken wie Armani, Azzedine Alaïa, Comme des Garçons, Christian Louboutin und Ermenegildo Zegna auf dem US-Markt ein.
Barneys New York beantragte im August 2019 Insolvenz und schloss 15 seiner 22 Geschäfte. Nach dem Verkauf im November 2019 übernahm die Authentic Brands Group die Kontrolle über den Markennamen Barneys und lizenzierte ihn an Saks Fifth Avenue.

## Betrieb im Besitz der Familie Pressman

### Anfangsjahre
Barney Pressman eröffnete zunächst ein Herren-Discount-Bekleidungsgeschäft. Sein erstes Geschäft befand sich 1923 in einem 46,45 m² großen Raum mit 2 m² Fassade an der Seventh Avenue und West 17th Street in Manhattan. Die 500 Dollar für die Pacht brachte er durch die Verpfändung des Verlobungsrings seiner Frau auf. Barney's Clothes war mit 40 Markenanzügen und einem großen Schild mit dem Slogan "No Bunk, No Junk, No Imitations" bestückt. Barney's verkaufte Kleidung zu ermäßigten Preisen, indem es Ausstellungsmuster, Überbestände des Einzelhandels und Auslaufmodelle der Hersteller bei Auktionen und Konkursverkäufen kaufte. Außerdem bot er kostenlose Änderungen und kostenlose Parkplätze an, um Kunden anzuziehen. Dieses erste Geschäft seiner Art brachte Barney Pressman in viele Fernseh- und Radiosendungen.
Pressman behauptete, der erste Einzelhändler in Manhattan gewesen zu sein, der Radio und Fernsehen nutzte, beginnend mit "Calling All Men to Barney's" Radiospots in den 1930er Jahren, die die Einführung der Dick-Tracy-Show parodierten. Er sponserte Radiosendungen mit irischen Tenören und Bands, die Jigs spielten, um für irische Wollen zu werben. Frauen, die in Fässer gehüllt waren, verschenkten Streichholzschachteln mit dem Namen und der Adresse des Geschäfts. Er charterte auch ein Boot, um 2.000 seiner Kunden von Manhattan nach Coney Island zu bringen.
In den 1960er Jahren "half Barneys Sohn Fred dabei, sich von einem Discounter zu einem Luxuseinzelhändler zu entwickeln."
In einem Interview mit der Business Week aus dem Jahr 1973 erklärte Fred Pressman, Barney Pressmans Sohn, dass er "davon überzeugt war, dass der Discountweg definitiv nichts für uns war. Mein Vater und ich haben billige Waren immer gehasst ... Ich wollte keine minderwertigen Waren verkaufen. Jetzt sind viele von denen, die sich dafür entschieden haben, am Rande des Bankrotts." In Fred Pressmans Nachruf in der The New York Times hieß es:
Mit dem Segen seines Vaters verwandelte Fred Pressman das Geschäft langsam von einem Discountladen, der in seiner Kneipe Roastbeef-Sandwiches verkaufte, in ein Geschäft für italienische Designer mit einem Café, in dem Perrier und leichte Salate serviert wurden. Er begann, die Arten von Anzügen, die sein Vater bei Auktionen und Konkursverkäufen ausfindig gemacht hatte, auszusortieren und stattdessen die Regale mit damals unbekannten und namhaften Designern zu bestücken, bot aber weiterhin die kostenlosen Änderungen an, die Barneys seinen Ruf eingebracht hatten.
Pressman wird mit den Worten zitiert: "Der beste Wert, den man einem Kunden bieten kann, ist persönliche Aufmerksamkeit für jedes Detail, und er wird immer wieder zurückkommen. Letztlich ist es dem Kunden am wichtigsten, wie er behandelt wird." Pressman starb im Juli 1996.
Im Jahr 1970 baute Barney's ein fünftes Stockwerk auf das ursprüngliche Gebäude und einen fünfstöckigen Anbau. Das ursprüngliche Geschäft wurde in America House umbenannt und der Anbau erhielt den Namen International House. Das erweiterte Geschäft nahm den gesamten Block der Seventh Avenue (zwischen 16th und 17th Street) ein, mit 9290.304 m² Verkaufsfläche und 20 einzelnen Geschäften.
Das International House, so versprach Fred Pressman, werde komplette Kollektionen europäischer Designer anbieten, "von der Jeanshose bis zum 250-Dollar-Anzug", und nicht nur ein verwässertes "Potpourri von Stoffen und Modellen". Das renovierte America House, so sagte er, würde Waren von "Herstellern führen, die eigentlich Designer sind".
Bis 1973 führte das Geschäft 60.000 Anzüge. Es führte die komplette Kollektion von Designern wie Bill Blass, Pierre Cardin, Christian Dior und Hubert de Givenchy. Es war das erste Bekleidungsgeschäft in den USA, das das gesamte Sortiment von Giorgio Armani führte, nachdem es 1976 eine Vereinbarung unterzeichnet hatte. Barneys wird allgemein zugeschrieben, Giorgio Armani auf dem amerikanischen Markt eingeführt zu haben.
Die Damenmode wurde 1976 in der dritten Etage des International House eingeführt. Im darauffolgenden Jahr zog das Damengeschäft in The Penthouse um, ein neues Gebäude im obersten Stockwerk. Barney's fügte dem Geschäft auch Abteilungen für Haushaltswaren, Kosmetik und Geschenke hinzu. Ebenfalls 1977 wurde das Barney's-Restaurant in The Cafe umbenannt und bot nun Salate, Suppen und Sandwiches an.

### Barney's zu Barneys
1981 ließ das Unternehmen den Apostroph in Barney's weg. 1981 wurde das Penthouse für Frauen zu einem Doppelhaus. Barneys importierte 80 % der Damen- und 40 % der Herrenmode. Das 25 Millionen Dollar teure Frauengeschäft wurde schließlich 1986 auf 6503.213 m² in einer Reihe von sechs Stadthäusern und zwei größeren angrenzenden Gebäuden gegenüber dem Geschäft entlang der 17th Street eröffnet. Der Anbau umfasste einen Unisex-Schönheitssalon und ein Restaurant, Antiquitäten sowie Abteilungen für Accessoires, Geschenke und Haushaltswaren. Im folgenden Jahr erwirtschaftete Barneys damit rund ein Drittel seines Umsatzes von etwa 90 Millionen Dollar.
1988 eröffnete Barneys ein Herrengeschäft im World Financial Center mit der Fläche von 929.0304 m². Das Geschäft gab 1993 sein Flaggschiff in der Seventh Avenue auf und zog in das aktuelle neunstöckige, von Kohn Pedersen Fox entworfene Manhattan-Geschäft in der Madison Avenue an der East 61st Street. Es war das größte neue Geschäft in New York City seit der Großen Depression. Das Geschäft war ein 22-stöckiges Gebäude mit 14 Stockwerken für Büros über dem Geschäft. Die Holzfußböden, das Marmormosaik in der Lobby, die blattvergoldeten Decken und die lackierten Wände des neuen Barneys-Geschäfts kosteten 267 Millionen Dollar.
1989 gründete das Unternehmen eine Holdinggesellschaft mit dem japanischen Kaufhaus Isetan, um in beiden Ländern Geschäfte zu betreiben. Das erste Geschäft in Tokio wurde im November 1990 eröffnet. Die Vereinbarung sah auch vor, dass die Holding 250.000 $ für die Eröffnung von 30 kleineren Geschäften mit einer Fläche von etwa 603.8698 m² ausgeben sollte. Das erste dieser kleineren Geschäfte wurde 1990 in Costa Mesa, Kalifornien, eröffnet.
Barneys eröffnete 1993 sein erstes Kaufhaus außerhalb Manhattans in Chicago, gefolgt von einem weiteren großen Geschäft in Beverly Hills, Kalifornien, im Jahr 1994. Das Geschäft in Chicago wurde 2019 geschlossen.

### Bankrott 1996
1995 beabsichtigte die Familie Pressman, die Investitionsbeziehung mit Isetan zu beenden, indem sie das Einzelhandelsgeschäft von Barneys und die Investitionen von Isetan in die US-Immobilien für die Barneys-Flagship-Stores in New York, Chicago und Beverly Hills konsolidierte. Nach Abschluss dieser Konsolidierung würden die Immobilieninvestitionen und die Einzelhandelsgeschäfte in einem Unternehmen zusammengefasst.
Während der Konsolidierungsbemühungen sollte die endgültige Finanzierung der Immobilieninvestition durch Isetan über eine Holdinggesellschaft der Familie Pressman, PREEN (Pressman Robert Eugene Elizabeth Nancy), abgewickelt und dann in die Immobilienentwicklung geleitet werden. Die Gelder flossen nicht direkt über die Holdinggesellschaft in die Immobilieninvestition, sondern wurden an BNY Licensing (ein anderes Unternehmen der Familie Pressman, das die Barneys-Marken besaß) als Gegenleistung für die voraussichtlichen 50-jährigen Lizenzgebühren gegeben, die BNY Licensing von Isetan für ihr Barneys-Japan-Geschäft zu zahlen hatte. Isetan wusste zu diesem Zeitpunkt nichts von dieser Transaktion.
Isetan hatte ihre Investition in Barneys Anfang des Jahres als Umlaufvermögen ausgewiesen und ihre Absicht und Überzeugung zum Ausdruck gebracht, dass sie 1995/im ersten Quartal 1996 abgeschlossen werden würde. Isetan betrachtete die Behandlung der letzten Investition als Vertrauensbruch und stellte die Bemühungen um eine Konsolidierung der Investition und des Unternehmens der Familie Pressman ein.
Im Dezember 1995 meldeten die Pressmans auf Anraten von John P. Campo von LeBeouf, Lamb, Greene & MacRae und Anthony Grillo von The Blackstone Group freiwillig Konkurs nach Chapter 11 an, da sie erkannten, dass eine Konsolidierung der Investition und des Unternehmens nicht mehr durchführbar war. Man ging davon aus, dass nur vor dem Konkursgericht die Vereinbarung zwischen der Familie Pressman und Isetan gekündigt und eine neue Vereinbarung verfasst werden könnte. Diese Strategie schlug fehl.
Das Unternehmen beantragte Anfang Januar 1996 den Konkurs gemäß Chapter 11. Der Konkurs ermöglichte es dem Unternehmen, Läden zu schließen, die zu Beginn der Expansion des Unternehmens eröffnet worden waren und nicht mehr zur Strategie des Unternehmens passten. Zu diesen Geschäften gehörten Läden in Cleveland, Ohio, Costa Mesa, Kalifornien, Dallas und Houston, Texas, und Short Hills, New Jersey. In den Folgejahren nahm das Management einige dieser Märkte mit größeren Flagship-Stores wieder in Betrieb.

## Aktionen im 21. Jahrhundert

### 2000–2010
Am 20. Dezember 2004 verkaufte die Familie Pressman ihre verbleibenden Anteile, weniger als 2 %, an die Jones Apparel Group, die ihrerseits das Unternehmen im September 2007 für 937,4 Millionen Dollar an die Private-Equity-Firma Istithmar PJSC mit Sitz in Dubai verkaufte. Der Kauf durch Istithmar beinhaltete Schulden in Höhe von schätzungsweise 500 Millionen Dollar. "Der Luxusmarkt hat sich nach der Übernahme von Barneys durch Istithmar drastisch verschlechtert. Nach Angaben von Bain & Co. sank der US-Umsatz mit hochwertiger Kleidung, Düften und Accessoires 2009 um 14 %. Obwohl Luxusartikel in der Weihnachtssaison 2010 die Hauptrolle spielten, haben sich die Ausgabentrends noch nicht wieder auf das Niveau vor der Rezession erholt. Das in Privatbesitz befindliche Unternehmen gibt keine Finanzergebnisse bekannt, sagte aber, dass das EBITDA 2010 um 30 Millionen Dollar gestiegen ist."

### 2010–2019
Howard Socol, der ehemalige CEO von Barneys, trat kurz nach dem Eigentümerwechsel zurück. Das Unternehmen konnte die Position mehr als zwei Jahre lang nicht neu besetzen, bis es im September 2010 Mark Lee auf diesen Posten berief. Lee ist ehemaliger Geschäftsführer der Gucci Group und war Berater und Vorstandsmitglied vieler anderer Modeunternehmen. Nach Lees Ernennung kam es bei Barneys zu Veränderungen beim Personal, der Werbung und der Website. Amanda Brooks, ehemalige Creative Director von Hogan, ersetzte die langjährige Modedirektorin Julie Gilhart. Lees ehemalige Gucci-Kollegin, Daniella Vitale, ersetzte Judy Collinson als Chefhändlerin. Der ehemalige Kreativdirektor Simon Doonan, der nun als Creative Ambassador-at-large fungiert, wurde durch Dennis Freedman ersetzt.
Die Anzeigen und Kataloge von Barney's werden in der Regel im eigenen Haus fotografiert, aber für das Frühjahr 2011 wurden während der New York Fashion Week hinter den Kulissen Schnappschüsse von Kunstfotografen wie William Klein, Nan Goldin und Juergen Teller aufgenommen. Einige bestehende Läden werden renoviert, wie z. B. das Hauptgeschoss und die Co-Op-Ebene in der Madison Avenue. Die traditionellen roten Markisen wurden durch schwarze ersetzt. Die Website von Barneys wurde überarbeitet und hat eine neue Seite namens „The Window“ eingeführt, die die primäre "Social-Media-Landing-Page" des Einzelhändlers ist – ein Fenster in die Welt von Barneys mit Neuigkeiten über Mode und Ereignisse in den Barneys-Filialen.
Seit Februar 2011 verkauft Barneys keine Prada mehr. (mit Ausnahme von Schuhen und Herrenmode) aufgrund von Unstimmigkeiten über Preise und Bestandskontrolle. Prada wollte Flächen anmieten, aber sein eigenes Inventar und die Preisnachlässe im Rahmen eines Konzessionsmodells kontrollieren. Barneys lehnte ab.
Im Mai 2012 erwarb Perry Capital eine Mehrheitsbeteiligung an dem Unternehmen, wodurch dessen Schulden in Höhe von 590 Mio. USD auf 50 Mio. USD reduziert wurden. Es wird drei Sitze im siebenköpfigen Vorstand haben. Der ehemalige Mehrheitseigentümer Istithmar World sowie der neue Investor Yucaipa Cos werden ebenso im Vorstand vertreten sein wie der derzeitige Vorstandsvorsitzende Mark Lee.
Im Dezember 2013 gab Women’s Wear Daily bekannt, dass der Einzelhändler in den Teil des ursprünglichen Standorts in der Seventh Avenue zurückkehren würde, der von dem bankrotten Loehmann’s geräumt wurde. Im Januar 2014 setzte Barneys für seine Werbekampagne 2014 Transgender-Modelle ein.
Im Februar 2016 kehrte Barneys New York an seinen ursprünglichen Standort in der Seventh Avenue in Chelsea zurück und eröffnete einen vierstöckigen Flagship-Store.
Daniella Vitale wurde im Februar 2017 als Nachfolgerin von Lee zum Chief Executive Officer ernannt. Das Unternehmen wurde 2019 geschlossen.

### Bankrott 2019
Am 6. August 2019 stellte Barneys New York erneut einen Insolvenzantrag. Fünfzehn Geschäfte wurden im Rahmen des Insolvenzantrags geschlossen, darunter Barneys-Geschäfte in Las Vegas, Chicago, Seattle, Los Angeles, New York und Philadelphia sowie alle bis auf zwei seiner Outlet-Stores.
Am 25. Oktober 2019 gab die Authentic Brands Group bekannt, dass sie das Bieterverfahren gewonnen hat (Gebot von 271,4 Millionen US-Dollar). Die Authentic Brands Group hat erklärt, dass sie alle sieben verbleibenden Barneys-Filialen schließen und das geistige Eigentum des Einzelhändlers an Saks Fifth Avenue lizenzieren wird. The New York Times berichtete, dass die Strategie der Authentic Brands Group "im Wesentlichen darauf setzt, dass die Zukunft des Einzelhandels eher in den abstrakten Werten von Markennamen als in persönlichen Einkaufserlebnissen liegt."
Nach der Liquidation 2019 wurde berichtet, dass in Manhattan Bergdorf Goodman, Bloomingdale’s, Saks, das neue Neiman Marcus und das neue Nordstrom hoffen, ehemalige Barneys-Kunden anzuziehen. Nach dem über Monate andauernden Liquidationsverkauf wurde das Barney-Geschäft an der Madison Avenue im Februar 2020 offiziell geschlossen.

## Geschäfte
Vor seiner Liquidation betrieb Barneys New York fünf Flagship-Kaufhäuser in den Vereinigten Staaten.
Freds Restaurants wurden in den Standorten Scottsdale, Beverly Hills, Chicago, Madison Avenue, Downtown NY und San Francisco betrieben.
Im Jahr 2014 kündigte das Unternehmen Pläne für ein Flagship-Kaufhaus in den Bal Harbour Shops in Bal Harbour, Florida als Teil einer geplanten Erweiterung dieses Einkaufszentrums an. Der 4923.861 m² große Store sollte 2023 mit den neuen Teilen des Centers eröffnet werden.
Barneys New York schloss 2013 seinen Flagship Store im Northpark Center in Dallas. Die Filiale am Scottsdale Fashion Square in Scottsdale, Arizona folgte 2016. Das Unternehmen eröffnete im Februar 2016 ein freistehendes Herrengeschäft in San Francisco und kündigte im Sommer 2018 die Eröffnung eines Restaurants an.
12 "Barney's Warehouse"-Geschäfte (im Niedrigpreissegment) wurden zusätzlich zu den Vollsortimentern des Unternehmens betrieben. Zusätzlich zu separaten E-Commerce-Seiten im Internet (barneyswarehouse.com & Barney's.com).
In Japan betreibt Barneys sechs Vollsortimenter und sechs Lagerhäuser. Ab 2020 gehört Barneys Japan zur Seven & I Holdings Co., die auch Sogo und Seibu Department Stores betreibt.
Vor der Geschäftsaufgabe kündigte Barneys einen neuen Standort im American-Dream-Einkaufs- und Unterhaltungskomplex in New Jersey an, der der einzige Standort im Bundesstaat New Jersey sein sollte, bevor es sich im Oktober 2019 aus dem Komplex zurückzog.

## Barneys New York CO-OP
Der 1986 gegründete Barneys New York CO-OP existierte ursprünglich als zeitgenössische Abteilung innerhalb der Barneys-Flagshipstores. Der CO-OP wurde geschaffen, um trendigere und preiswertere Produkte als der Rest des Ladens zu präsentieren, und richtete sich an jüngere Kunden mit kleinerem Budget als die traditionellen Barneys-Kunden. Die CO-OP-Abteilung wurde in den 2000er Jahren in eine eigene Ladenkette ausgegliedert, die sich hauptsächlich in Einkaufszentren und Lifestyle-Centern befindet. Zu ihrer Blütezeit gab es mehr als 20 CO-OP-Geschäfte in den Vereinigten Staaten.
Im Jahr 2013 zog Barneys den Namen CO-OP zurück. Einige CO-OPs wurden in Boutique-Versionen der Flaggschiffmarke Barneys New York umgewandelt, die meisten wurden jedoch geschlossen.

## Kontroversen

### Verwendung von "Co-op" im Namen
Die Eröffnung des CO-OP-Standorts in Brooklyn, New York, im Jahr 2010 löste bei den Mitgliedern der Park Slope Food Coop einige Bedenken hinsichtlich der Verwendung des Begriffs "Co-op" durch ein gewinnorientiertes Unternehmen aus. Nach Ansicht des Geschäftsführers der Food Coop ist die Verwendung des Begriffs durch Barneys ein Verstoß gegen das New York State Cooperative Corporations Law.

### Racial Profiling
Barneys wurde im Laufe der Jahre wiederholt beschuldigt, Racial Profiling bei seinen Kunden zu betreiben. Im Jahr 1996 veröffentlichte Johnnie Roberts, ein Journalist für Newsweek, einen Bericht über einen Vorfall im Frühjahr 1990, bei dem er fälschlicherweise aufgrund seiner Hautfarbe des Ladendiebstahls beschuldigt wurde.
Im Jahr 2013 kaufte Trayon Christian, ein 19-jähriger Afroamerikaner, einen Ferragamo-Gürtel im Wert von 350 Dollar und wurde kurz nach Verlassen des Geschäfts verhaftet. Die Beamten befragten Christian, wie er sich den gekauften Gürtel leisten konnte, und beschuldigten ihn, eine betrügerische Karte benutzt zu haben, wobei sie sich nach Angaben von Christians Rechtsanwalt auf einen Anruf aus dem Geschäft beriefen, in dem gesagt worden sei, die verwendete Debitkarte sei gefälscht.
Ihm wurden Handschellen angelegt, er wurde zwei Stunden lang in einer Arrestzelle festgehalten und weiter verhört. Später wurde er freigelassen, nachdem die Polizei die Chase Bank kontaktiert hatte, um den Besitz der Karte zu überprüfen.
Eine andere afroamerikanische Kundin, Kayla Phillips, meldete sich mit einer ähnlichen Aussage, nachdem sie mit ihrer Debitkarte eine Handtasche der Marke Céline im Wert von 2.500 Dollar gekauft hatte. Beide Kunden glauben, dass sie nach dem Kauf teurer Artikel aufgrund ihrer Hautfarbe angegriffen wurden, und haben erklärt, dass sie beabsichtigen, Diskriminierungsklagen gegen das Geschäft einzureichen.
Infolge dieser öffentlichkeitswirksamen Fälle drohte Al Sharpton im Oktober 2013 mit einem Boykott des Geschäfts. Sharpton verglich Barneys Praxis des Racial Profiling mit dem umstrittenen stop-and-frisk der NYPD. Innerhalb weniger Tage nach Sharptons Boykottankündigung forderten Fans den Rapper und Geschäftsmann Jay-Z auf, die Beziehungen zu dem Einzelhändler, mit dem er eine Partnerschaft unterhält, zu beenden. Jay-Z antwortete, dass er die Angelegenheit gründlicher untersuchen würde, anstatt ein vorschnelles Urteil zu fällen, indem er sagte: "Ich bewege mich und spreche auf der Grundlage von Fakten und nicht von Gefühlen. " Im November 2013 erklärte Jay-Z, dass sein Vertrag mit Barneys wie geplant fortgesetzt würde, allerdings unter der Bedingung, dass er eine Führungsrolle in einem Komitee einnehmen würde, das sich speziell mit dem Thema Racial Profiling in dem Geschäft befassen sollte. Andere Bedingungen verlangten, dass alle Erlöse der BNY SCC Kollektion an Jay-Zs Wohltätigkeitsorganisation, die Shawn Carter Scholarship Foundation, gespendet werden. Dies war eine deutliche Erhöhung gegenüber den ursprünglich vereinbarten 25 % der Erlöse. Außerdem erklärte sich Barneys bereit, am 20. November 2013 10 % aller Einzelhandelsumsätze aller Filialen landesweit sowie seines Webshops Barneys.com zu spenden, was eine Gesamtsumme von mindestens einer Million Dollar garantieren würde.

### Werbung mit lebenden Schmetterlingen
Im Jahr 2018 setzte Barneys lebende Schmetterlinge ein, um eine neue Schmuck- und Accessoire-Linie vorzustellen, und forderte Kunden und Mitarbeiter auf, mit den Monarchfaltern zu interagieren, während diese in den Vitrinen des Geschäfts in Beverly Hills umherflogen. PETA berichtete, dass es viele tote und sterbende Schmetterlinge gab, die im Ausstellungsbereich, hinter Pflanzen und in Pflanzenbeeten dahinvegetierten. Barneys reagierte daraufhin mit einem Verbot der Verwendung lebender Schmetterlinge bei künftigen Werbeaktionen und einer Spende an PETA als Entschuldigung.

### Arbeitsrechtliche Fragen
Barneys engagierte 2015 die Union-Busting-Firma Kulture Consulting, LLC, die laut einem Dokument des Arbeitsministeriums Kulture "Informationsveranstaltungen" zur Gewerkschaftsbildung an den Standorten Beverly Hills, Chicago, Las Vegas und San Francisco abhielt. In Chicago berichteten Vertreter der Gewerkschaft Workers United, dass Beschäftigte zu Einzelgesprächen einberufen wurden und dass mit Strategien der Angstmacherei gearbeitet wurde. 2018 wurde Kulture Consulting mit der Durchführung weiterer derartiger Veranstaltungen am Standort Las Vegas beauftragt.